# Йоганнес Фріснер
Йоганнес Фріснер (нім. Johannes Frießner; нар. 22 березня 1892, Хемніц, Саксонія — пом. 26 червня 1971, Бад-Райхенгалль, Баварія) — німецький воєначальник часів Третього Рейху, генерал-полковник Вермахту (1944). Кавалер Лицарського хреста Залізного хреста з Дубовим листям (1944).

## Біографія
Учасник Першої світової війни. Після демобілізації армії залишений у рейхсвері. З 1 березня 1938 року — начальник штабу інспекції військових шкіл. З 1 вересня 1939 року — інспектор армії резерву з бойової підготовки. З 1 травня по грудень 1942 року — командир 102-ї піхотної дивізії на радянсько-німецькому фронті. З 19 січня 1943 року — командир 23-го армійського корпусу. З 12 грудня 1943 року — командувач 4-ю армією. 2 лютого 1944 року під командуванням Фріснера була сформована армійська група «Фріснер» (з 22 лютого — «Нарва»), яка діяла в Прибалтиці. Надав Верховному командуванню декілька песимістичних звітів і вже 25 липня був переведений командувачем групою армій «Південна Україна» (25 вересня переформована в групу армій «Південь»). Наприкінці року зазнав важкої поразки. 22 грудня 1944 року був відправлений у резерв. В травні 1945 року заарештований американськими військами. В листопаді 1947 року звільнений.

## Нагороди
- Орден Корони (Пруссія) 4-го класу (18 жовтня 1913)
- Залізний хрест
  - 2-го класу (15 вересня 1914)
  - 1-го класу (19 вересня 1916)
- Орден Заслуг (Саксонія), лицарський хрест 2-го класу з мечами (3 травня 1915)
- Орден Альберта (Саксонія), лицарський хрест 2-го класу з мечами
- Військовий орден Святого Генріха, лицарський хрест (27 листопада 1916)
- Почесна грамота короля Саксонії Фрідріха Августа (9 грудня 1917)
- Нагрудний знак «За поранення» в чорному (27 серпня 1918)
- Почесний хрест ветерана війни з мечами (18 січня 1935)
- Медаль «За вислугу років у Вермахті» 4-го, 3-го, 2-го і 1-го класу (2 жовтня 1936)
- Почесний знак Німецького Червоного Хреста (9 листопада 1938)
- Медаль «У пам'ять 13 березня 1938 року» (17 лютого 1939)
- Медаль «У пам'ять 1 жовтня 1938» (16 жовтня 1939)
- Хрест Воєнних заслуг 2-го і 1-го класу з мечами (30 січня 1941) — отримав 2 нагороди одночасно.
- Орден Корони Італії, командорський хрест (27 серпня 1941)
- Застібка до Залізного хреста
  - 2-го класу (27 липня 1942)
  - 1-го класу (21 серпня 1942)
- Орден Корони Румунії, великий офіцерський хрест
- Німецький хрест в золоті (9 червня 1943)
- Лицарський хрест Залізного хреста з дубовим листям
  - лицарський хрест (23 липня 1943)
  - дубове листя (№445; 9 квітня 1944)
- Медаль «Хрестовий похід проти комунізму» (Румунія) (27 липня 1944)
- Орден Заслуг (Угорщина), великий хрест з мечами (25 жовтня 1944)
- Відзначений у Вермахтберіхт (29 листопада 1944)

Військова кар'єра
- 5 листопада 1911 — фенріх
- 9 серпня 1912 — лейтенант
- 22 травня 1916 — обер-лейтенант
- 1 вересня 1922 — ротмістр
- 1 квітня 1933 — майор
- 1 жовтня 1935 — оберст-лейтенант
- 1 березня 1938 — оберст
- 14 серпня 1940 — генерал-майор
- 16 жовтня 1942 — генерал-лейтенант
- 1 квітня 1943 — генерал від інфантерії
- 23 липня 1944 — генерал-полковник